# مدربش (جازان)
قرية مدربش، إحدى قرى منطقة جازان وهي قرية سكنية تابعة لبلدية محافظة صامطة جنوب غرب المملكة العربية السعودية، تبعد أكثر من 50 كم باتجاه الجنوب من مدينة صامطة.

## الموقع
تقع قرية مدربش جنوب غرب المملكة قرب الحدود اليمنية السعودية حيث تبعد عن الحدود حوالي 9 كم من الجهة الجنوبية، كما تبعد حوالي 90 كيلومترا بالاتجاه الجنوبي الشرقي من مدينة جازان، وهي تقع عند خط طول 42 درجة وخط العرض 16 درجة، كما وتبعد حوالي 5 كيلو متر أيضاً عن مركزها قرية المواسم التي تقع إلى الجنوب الغربي من القرية.

## انظر ايضاً
- كتف الحدباء
- خبت الدوح
- الكعاشيم

## وصلات خارجية
- بيانات المجلس البلدي من الأمانة العامة لشؤون المجالس البلدية.
- حصر الخدمات بالمدن والقرى بمنطقة جازان. نسخة محفوظة 25 يناير 2020 على موقع واي باك مشين.
- دليل الخدمات بمنطقة جازان.
- مصلحة الإحصاءات العامة والمعلومات.